# 朝鲜劳动党中央军事委员会2014年4月扩大会议
朝鲜劳动党中央军事委员会在2014年4月举行扩大会议，会议在朝鲜首都平壤举行。参加会议的有朝鲜劳动党中央军事委员会委员、人民军党委员会执行委员、各军种和军级单位指挥成员。朝鲜中央通讯社在2014年4月27日报道了该会议，称朝鲜劳动党中央军事委员会委员长金正恩亲自主持会议，但是并未公开会议的具体时间。

## 会议过程
会议讨论了进一步加强人民军建设问题和组织问题。朝中社的报道没有就会议日期和所讨论的组织问题作出详细说明。。会议还讨论了组织问题，但并未对外公布人事变动的具体情况。自2013年2月朝鲜劳动党中央军事委员会恢复活动后，其会议商讨的组织问题一般不对外公开。
金正恩在会上要求进一步加强人民军政治机关的职能和作用，表示人民军政治机关应该做好政治工作，以按照劳动党意图做好军队工作。他要求政治工作要将精力放在做好战斗准备上，使人民军将训练常态化，在全军掀起训练热潮。

## 上次扩大会议
上次朝鲜召开劳动党中央军委扩大会议是在2014年3月，由金正恩主持。目前劳动党自金正恩上台后，已经召开了四次军委扩大会议。在金正日时期，国防委员会掌握朝鲜最高军事权力。由于金正恩是从劳动党中央军事委员会副委员长的职务开始接班，故而中央军委的地位日渐重要。2011年12月，金正恩出任朝鲜人民军最高司令官后，实际通过朝鲜劳动党中央政治局和朝鲜劳动党中央军事委员会来领导军队，朝鲜劳动党中央军事委员会实际成为最高军事领导机关。